# PGC 1
PGC 1 je nepravilna galaksija v ozvezdju Rib. Njen navidezni sij je 16,10m. Od Sonca je oddaljena približno 362 milijonov parsekov, oziroma 1180,69 milijonov svetlobnih let.